# Mina Ahadi

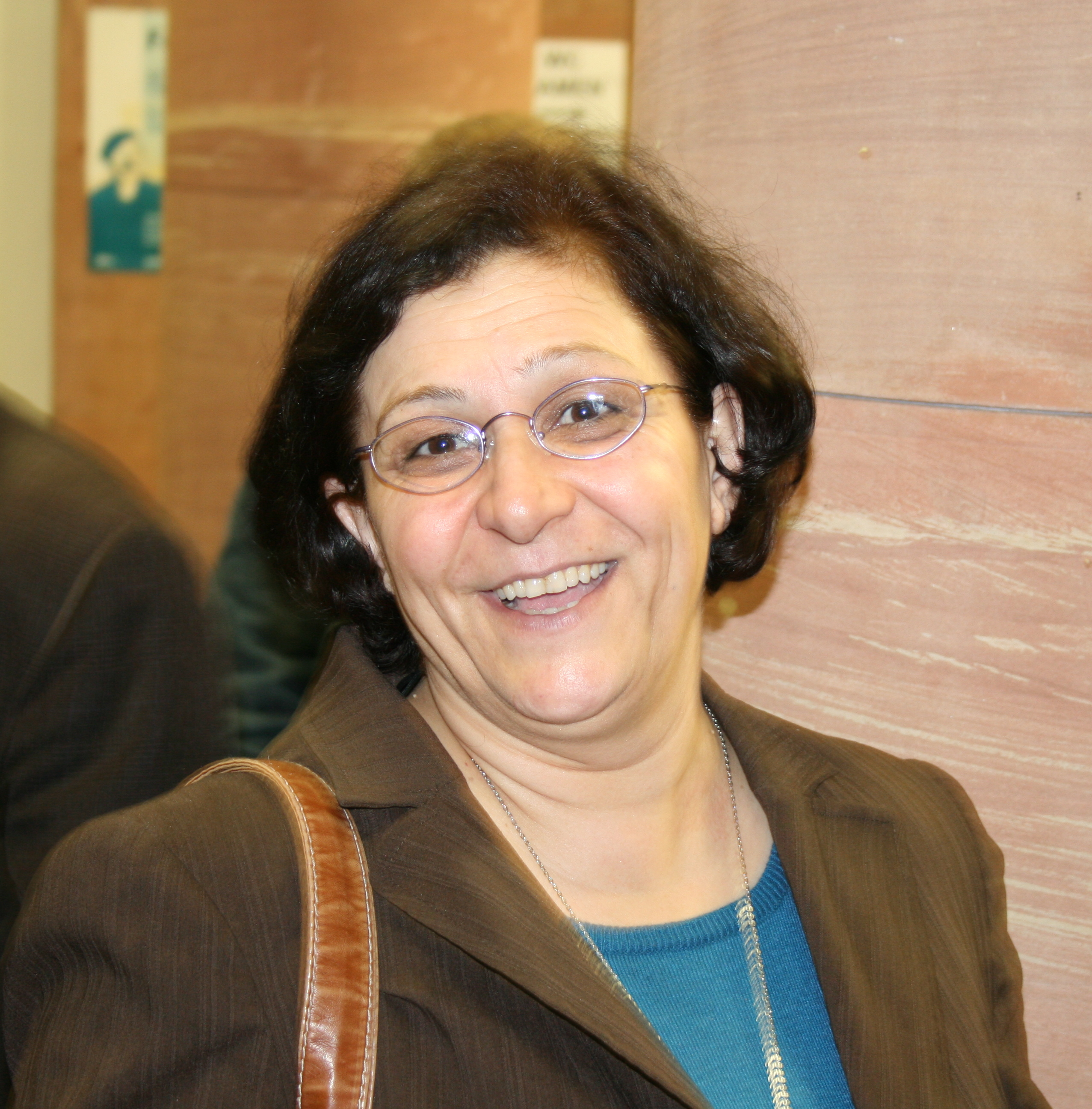
Mina Ahadi

Mina Ahadi luisterⓘ (Perzisch: مینا احدی) (Abhar (Iran), 26 mei 1956) is een Oostenrijks politiek activiste van Iraanse komaf. Ze woont sinds 1996 in Duitsland, alwaar ze in 2007 samen met onder meer Arzu Toker tot de oprichters behoorde van de Zentralrat der Ex-Muslime.

## Biografie
Ahadi studeerde geneeskunde aan de universiteit van Tabriz. Ze raakte politiek betrokken als linkse activiste tegen het regime van Sjah Mohammed Reza Pahlavi. Na de islamitische revolutie in Iran onder ayatollah Khomeini in 1979 organiseerde Ahadi diverse protestakties, waarop ze van de universiteit werd geweerd. Ze ging werken in een fabriek en moest later noodgedwongen onderduiken omdat ze door het ayatollah-regime ter dood werd veroordeeld.
Nadat ze acht maanden op een geheim adres in het centrum van Teheran had verbleven, vluchtte Ahadi in 1981 naar Iraans-Koerdistan. Hier zette ze haar strijd voort, totdat in 1990 de Iraanse grond haar te heet onder de voeten werd. Ze vluchtte naar Wenen en woont sinds 1996 in het Duitse Keulen.
In Duitsland zette Ahadi haar strijd tegen de fundamentalistische islam voort. Ze is lid van het partijbestuur in ballingschap van de Iraanse Communistische Arbeiderspartij. Ze richtte in 2001 het Internationale Comité tegen Steniging op, in 2004 gevolgd door het Internationale Comité tegen Executies (I.C.A.E.). In januari 2007 werd ze de eerste voorzitter van de Zentralrat der Ex-Muslime, een organisatie die opkomt voor islamitische afvalligen. Het initiatief vond onder meer in Nederland navolging, met de oprichting van het Centraal Comité voor Ex-moslims, dat inmiddels overigens ook weer is opgeheven. Sinds Ahadi met haar organisatie naar buiten trad, staat ze wegens ernstige bedreigingen onder politiebescherming.

## Persoonlijk
Ahadi is getrouwd en heeft twee kinderen.